# Scheveningen
Scheveningen és el nom d'un barri i una platja a La Haia, (Països Baixos). Ha sigut immortalitzada en un quadre de Van Gogh. És un lloc turístic. El seu nucli urbà allotja el centre de detenció del Tribunal Penal Internacional. En escacs dona nom a una variant de la defensa siciliana i a un sistema de competició.

## Història

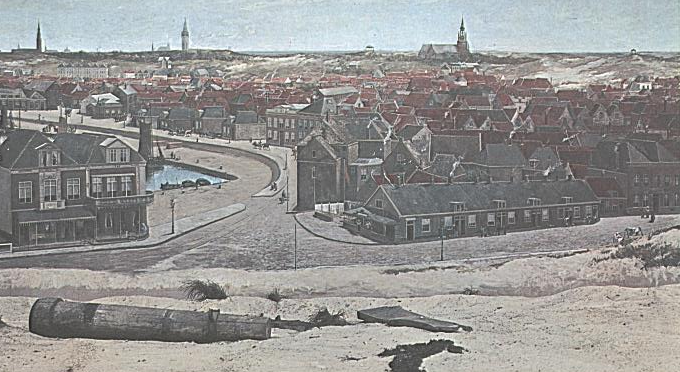
Scheveningen al Panorama Mesdag

La primera referència a 'Sceveninghe' es remunta al 1280. Els seus primers habitants degueren ser anglosaxons. Altres historiadors pensen que d'origen escandinau. La pesca era la seva principal font d'alimentació i ingressos.
El camí cap a la veïna La Haia es construí el 1663 (nom actual: Scheveningseweg).
El 1470 una tempesta destruí l'església i la meitat de les cases. El poble fou colpejat per tempestes el 1570, 1775, 1825, 1860, 1881 i 1894. Després d'aquesta última tempesta. els habitants decidiren construir un port. Fins aleshores, els vaixells pesquers. Al voltant del 1870 hi havia més de 150 d'aquests vaixells en ús. El port s'acabà el 1904.
El 1818 un home anomenat Jacob Pronk construí un edifici de fusta en una duna propera al mar. Aquest fou l'inici de Scheveningen com lloc turístic. Des d'aleshores, ha atret nombrosos turistes de tot Europa, especialment d'Alemanya.
L'hotel/restaurant Kurhaus fou inaugurat el 1886.

## Activitats i atraccions

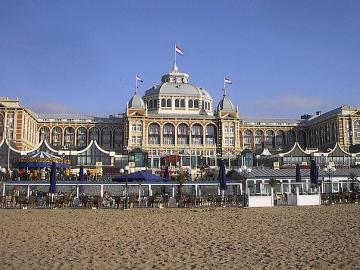
Kurhaus

Entre les activitats anuals destaquen:
- El bany hivernal, el primer de gener.
- El dia de la bandera, a la primavera. En el que se subhasten els primers arengs de l'any.
- Focs artificials a l'estiu

Una visita a Scheveningen pot incloure:
- El Museu del Mar
- El 'Moll'
- El 'Beeldenmuseum' (escultures)

## Curiositats
El nom Scheveningen s'utilitzà com contrasenya durant la Segona Guerra Mundial per poder identificar els espies alemanys, a causa de la seva difícil pronunciació.
En escacs, la Scheveningen és una variant de l'obertura anomenada defensa siciliana, que es jugà per primera vegada en un torneig a Scheveningen. També en escacs, el Sistema Scheveningen és un mètode per organitzar un matx entre dos equips, quan cada jugador d'un equip juga contra cadascun dels jugadors de l'equip rival. El sistema fou emprat per primer cop a Scheveningen el 1923, amb la idea que un equip de deu jugadors neerlandesos pogués enfrontar-se a deu mestres estrangers, amb la intenció de donar als jugadors de l'equip experiència contra una forta oposició (Hooper & Whyld 1992).